# Tennantit
Tennantit, auch unter der veralteten bergmännischen Bezeichnung Arsenfahlerz bekannt, ist ein häufig vorkommendes Mineral aus der Mineralklasse der „Sulfide und Sulfosalze“. Es kristallisiert im kubischen Kristallsystem mit der chemischen Zusammensetzung Cu12[S|(AsS3)4] und entwickelt meist tetraederförmige Kristalle ähnlich dem Tetraedrit, aber körnige oder massige Aggregate in einem metallisch glänzenden Stahlgrau. Das Mineral ist eigentlich undurchsichtig, sehr feine Splitter können jedoch rötlich durchscheinend sein.
Tennantit bildet mit Tetraedrit (Antimonfahlerz) eine als Fahlerze bezeichnete Mischreihe.

## Etymologie und Geschichte
Fahlerze waren nach Meinung der Forscher bereits in der Antike bekannt, wurden allerdings erst im Mittelalter wissenschaftlich betrachtet und beschrieben durch Georgius Agricola. Das Arsen-Fahlerz Tennantit wurde 1819 durch Phillips & Phillips beschrieben, die es nach dem englischen Chemiker Smithson Tennant (1761–1815) benannten. Da für die Analysen Material aus Redruth im Südwesten der englischen Grafschaft Cornwall verwendet wurde, gilt diese Fundstätte als Typlokalität des Tennantit.
Der Name Binnit (nach Des Cloizeaux) ist ein Synonym für die in der Grube Lengenbach im Schweizer Binntal gefundenen, flächenreichen und scheinbar holoedrisch geformten Tennantit-Kristalle.
Die Bezeichnung Julianit wurde 1892 von James Dwight Dana vergeben.

## Klassifikation
In der mittlerweile veralteten, aber noch gebräuchlichen 8. Auflage der Mineralsystematik nach Strunz gehörte der Tennantit zur Mineralklasse der „Sulfide und Sulfosalze“ und dort zur Abteilung der „Sulfide mit dem Stoffmengenverhältnis Metall : Schwefel (Selen, Tellur) = 1 : 1“, wo er zusammen mit Argentotennantit, Chaméanit, Giraudit, Goldfieldit, Freibergit, Hakit, Mgriit und Tetraedrit die „Tetraedrit-Gruppe“ mit der System-Nr. II/C.11 bildete.
Die seit 2001 gültige und von der International Mineralogical Association (IMA) verwendete 9. Auflage der Strunz'schen Mineralsystematik ordnet den Tennantit ebenfalls in die Klasse der „Sulfide und Sulfosalze“ ein, dort allerdings in die Abteilung der „Sulfarsenide, Sulfantimonide, Sulfbismutide“. Diese ist weiter unterteilt nach der Verknüpfungsart der Verbindungsbestandteile, so dass das Mineral entsprechend in der Unterabteilung der „Insel-Sulfarsenide (Neso-Sulfarsenide) usw., mit zusätzlichem Schwefel (S)“ zu finden ist, wo es als Namensgeber die „Tennantitgruppe“ mit der System-Nr. 2.GB.05 und den weiteren Mitgliedern Argentotennantit, Argentotetraedrit, Freibergit, Galkhait, Giraudit, Goldfieldit, Hakit und Tetraedrit bildet.
Auch die Systematik der Minerale nach Dana ordnet den Tennantit in die Klasse der „Sulfide und Sulfosalze“ und dort in die Abteilung der „Sulfosalze“ ein. Hier ist er zusammen mit Tetraedrit, Freibergit, Hakit, Giraudit, Goldfieldit und Argentotennantit in der „Tetraedritgruppe“ mit der System-Nr. 03.03.06 innerhalb der Unterabteilung der „Sulfosalze mit dem Verhältnis 3 < z/y < 4 und der Zusammensetzung (A+)i (A2+)j [ByCz], A = Metalle, B = Halbmetalle, C = Nichtmetalle“ zu finden.

## Kristallstruktur
Tennantit kristallisiert kubisch in der Raumgruppe I43m (Raumgruppen-Nr. 217) mit dem Gitterparameter a = 10,23 Å sowie zwei Formeleinheiten pro Elementarzelle.

## Bildung und Fundorte

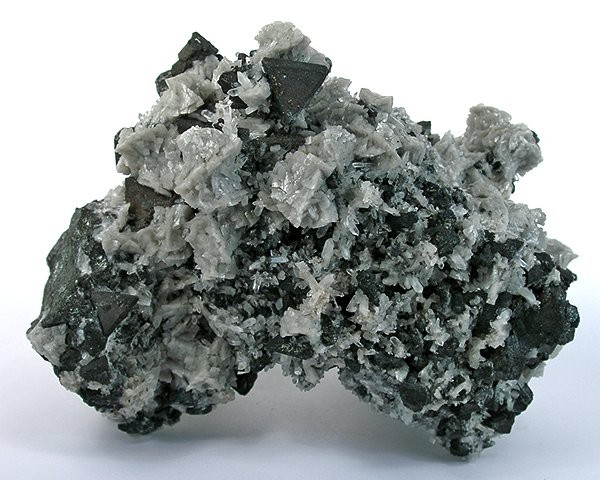
Tetraedrische Tennantitkristalle auf Dolomit aus Tsumeb, Namibia

Tennantit bildet sich hydrothermal in Greisen oder durch Kontaktmetamorphose. Begleitende Minerale (Paragenesen) sind vor allem Tetraedrit und Freibergit, zu denen Tennantit auch eine enge strukturelle Beziehung besitzt, aber auch viele andere kupfer-, blei-, zink- und silberhaltige Sulfide und Sulfosalze wie unter anderem Bornit und Pyrit, sowie mit Baryt, Calcit, Dolomit, Fluorit, Quarz und Siderit. Tennantit kann bis zu 15 % Silber und Zink auf der Kupferposition im Kristallgitter enthalten.
Weltweit konnte Tennantit bisher (Stand: 2010) an über 1200 Fundorten nachgewiesen werden, so unter anderem in Afghanistan, Ägypten, mehreren Regionen von Argentinien, Armenien, einigen Regionen von Australien, Bolivien, Brasilien, Bulgarien, Chile, China, Deutschland, Ecuador, Eritrea, auf den Fidschiinseln, in Finnland, Frankreich, Griechenland, Grönland, Indien, Indonesien, Iran, Irland, Italien, Japan, Kanada, auf der Kanalinsel Sark, Kasachstan, Demokratische Republik Kongo, im Kosovo, in Kirgisistan, Kroatien, Marokko, Mazedonien, Mexiko, der Mongolei, Namibia, Neuseeland, Norwegen, Oman, Österreich, Papua-Neuguinea, Peru, auf den Philippinen, in Polen, Portugal, Rumänien, Russland, Schweden, der Schweiz, in Serbien, Slowakei, Slowenien, Spanien, Südafrika, Südkorea, Tschechien, Tunesien, der Türkei, Ukraine, Ungarn, im Vereinigten Königreich und den Vereinigten Staaten von Amerika (USA).